# Camła
Camła (ros. Цамла) – wieś w Rosji, w Dagestanie, w rejonie gunibskim. W 2010 liczyła 15 mieszkańców, głównie Awarów.